# ロシレッテ・ドス・サントス
ロシレッテ・ドス・サントス（Rosilete Dos Santos、1975年6月28日 - ）は、ブラジルの元女子プロボクサー。パラナ州クリチバ出身。

## 来歴
2001年にアマチュアからキャリアを始め、元プロボクサーで後に夫及びコーチとなるマカリスのプロモート下で2003年にプロデビューも、デビュー2戦連続KO負け。
3戦目でプロ初勝利を挙げると10連勝まで伸ばす。
2008年5月3日、ドイツでアレシア・グラフの持つGBU女子・WIBF世界ジュニアバンタム級王座に挑むが、5回TKO負け。
2008年10月17日、アルゼンチンでカロリーナ・グティエレス・ガイテの持つWBA女子世界スーパーフライ級暫定王座に挑むが、0-3判定負け。
2010年8月20日、マルセラ・アクーニャの持つWBC女子世界スーパーバンタム級王座に挑むが、10回TKO負け。
2011年7月2日、Maria Jose NunezとのWIBA世界スーパーフライ級王座決定戦に挑み、ジャッジ2人がフルマークをつける3-0判定で勝利し初の世界タイトル獲得となった。
2011年12月10日、Paulina Cardonaに判定勝利して初防衛。
2012年6月29日、Maria Jose Nunezを返り討ちにして2度目の防衛。
2013年6月28日、Silvia Beatriz LescanoにTKO勝利して引退。

## 戦績
- 34戦 29勝 (15KO) 5敗

## 獲得タイトル
- WIBA世界スーパーフライ級王座